# Галлунда (станція метро)
59°14′36″ пн. ш. 17°49′31″ сх. д. / 59.243333° пн. ш. 17.825278° сх. д.
«Галлунда» (швед. Hallunda) — станція Червоної лінії Стокгольмського метрополітену, обслуговується потягами маршруту Т13.
Станція була відкрита 12 січня 1975 року у складі черги Фіттья — Норсборг.

Відстань до Слюссена становить 20.1 км.
Пасажирообіг станції в будень —	4,850 осіб (2019)

Розташування: мікрорайон Галлунда, муніципалітет Ботчирка
Конструкція: відкрита наземна станція з однією острівною прямою платформою.

## Операції
| Попередня станція | Лінія | Лінія     | Лінія | Наступна станція |
| ----------------- | ----- | --------- | ----- | ---------------- |
| Альбю до Ропстен  |       | Лінія T13 |       | Норсборг кінцева |